# 야마기시 나쓰미
야마기시 나쓰미(일본어: 山岸 奈津美, 1994년 9월 16일~)는 일본의 배우이자 디자이너이다. 과거 여성 아이돌 그룹 NMB48 소속으로 활동한 아이돌이다.